# Герб Жемайтского староства
Герб Жемайтского староства (пол. Herb Starostwa Żmudzkiego) — официальный символ Жемайтского староства Великого княжества Литовского.
В 1411 году, после успешной войны ВКЛ с Тевтонским орденом, Жемайтия по Первому Торуньскому миру вошла в состав ВКЛ. С 1419 года в Жемайтии Великим князем Литовским назначается староста, хотя официально она продолжала оставаться княжеством.

## Описание
В красном поле чёрный восстающий медведь с серебряным (иногда изображался золотым) ошейником.

## История
В ВКЛ существовали легенды о династии Палемоновичей, которые связывают появление медведя Жемайтии с фамилией одного из родов, переселившихся из Италии — Урсинус (лат. ursus), что означает «медведь», или «относящийся к медведю». 
В Грюнвальдской битве 1410 года и на церковном собрании в Констанце в 1415 году жемайты выступали без своего герба, и просили Витовта разрешения пользоваться его геральдикой.
В 1584 году герольд Бартош Папроцкий впервые даёт описание герба Жемайтии: в червлёном поле чёрный медведь с белой цепью вокруг шеи.
Медведь, стоящий на четырёх лапах, на печати великого князя литовского Витовта, ранее считавшийся гербом Жемайтии, оказался гербом Смоленского княжества, так как на многих печатях Великих князей Сигизмунда Старого, Александра, Сигизмунда Августа над медведем написано Smoleghne, то есть «Смоленский».
На большом гербе Российской империи также изображался «герб Самогитский»: в золотом поле «чёрный, стоящий на задних лапах, медведь, с червлёными глазами и языком».

## Галерея

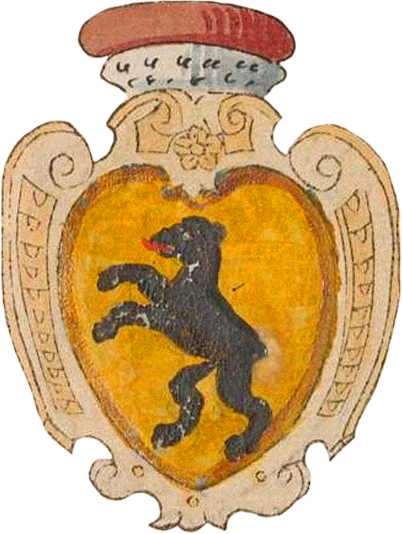
Герб княжества. Около 1586 г.
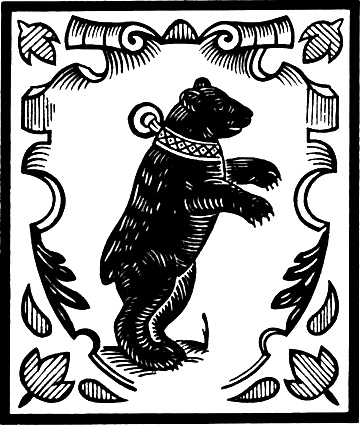
Герб из гербовника Б. Папроцкого
Из гербовника Каспера Несецкого
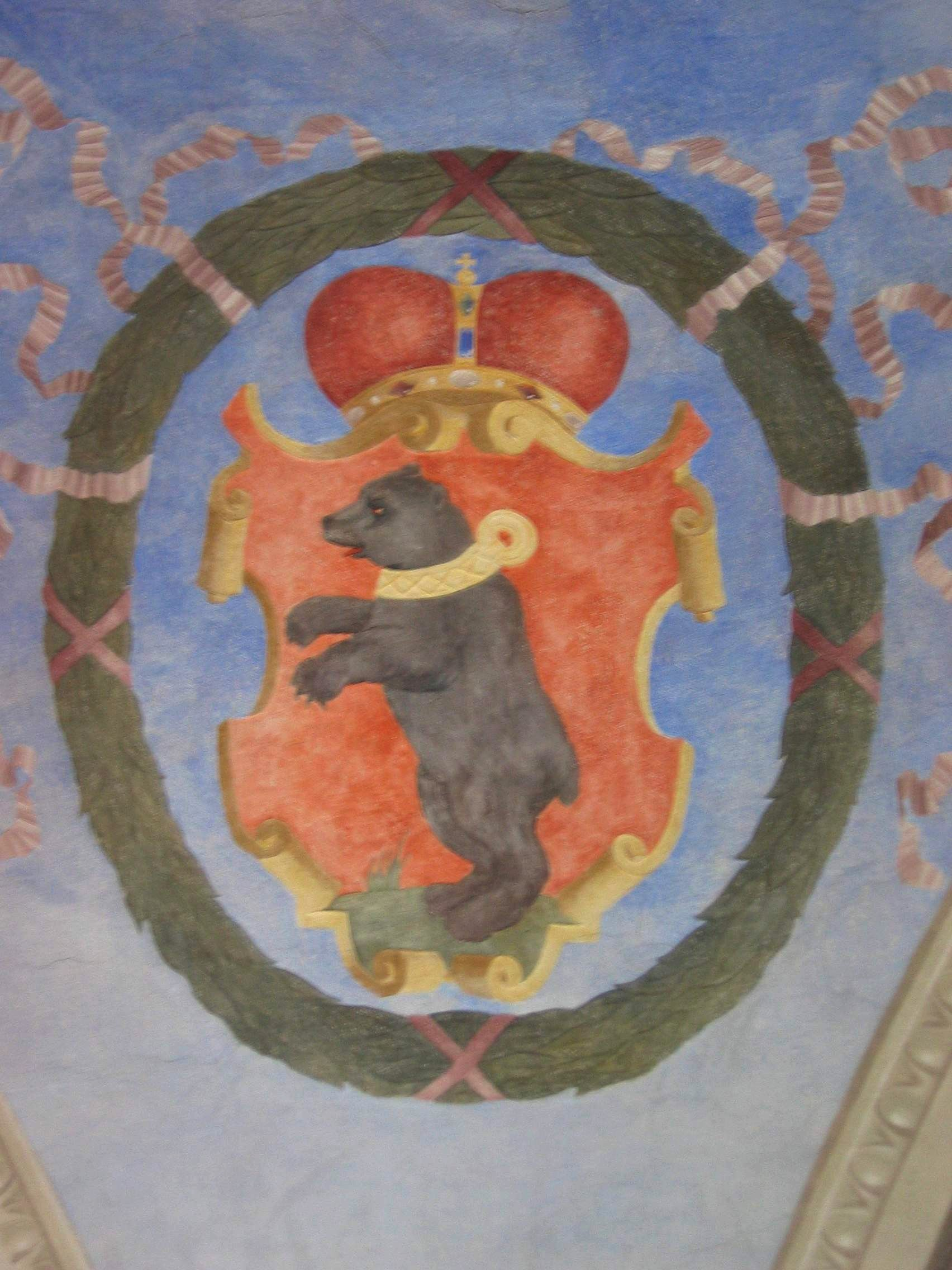
Герб в Посольском зале Королевского замка Варшавы.
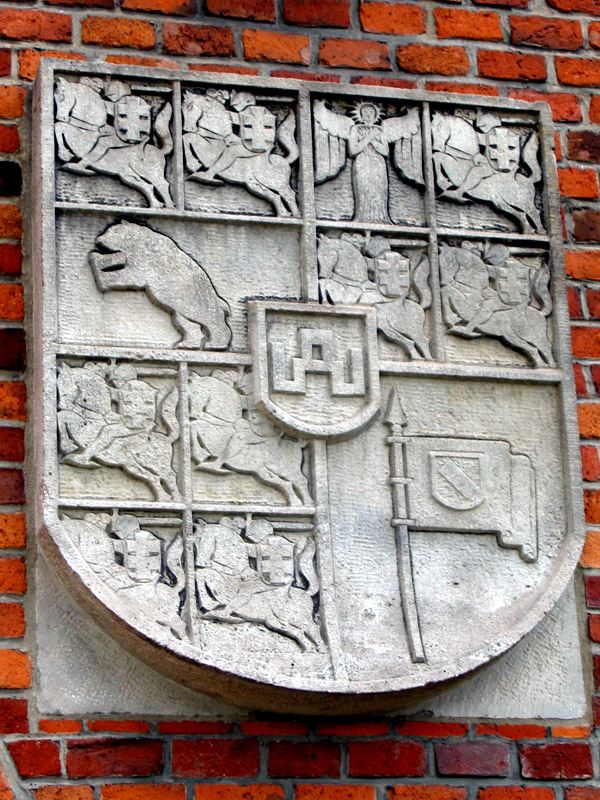
Вавельський замок[англ.] в Кракове
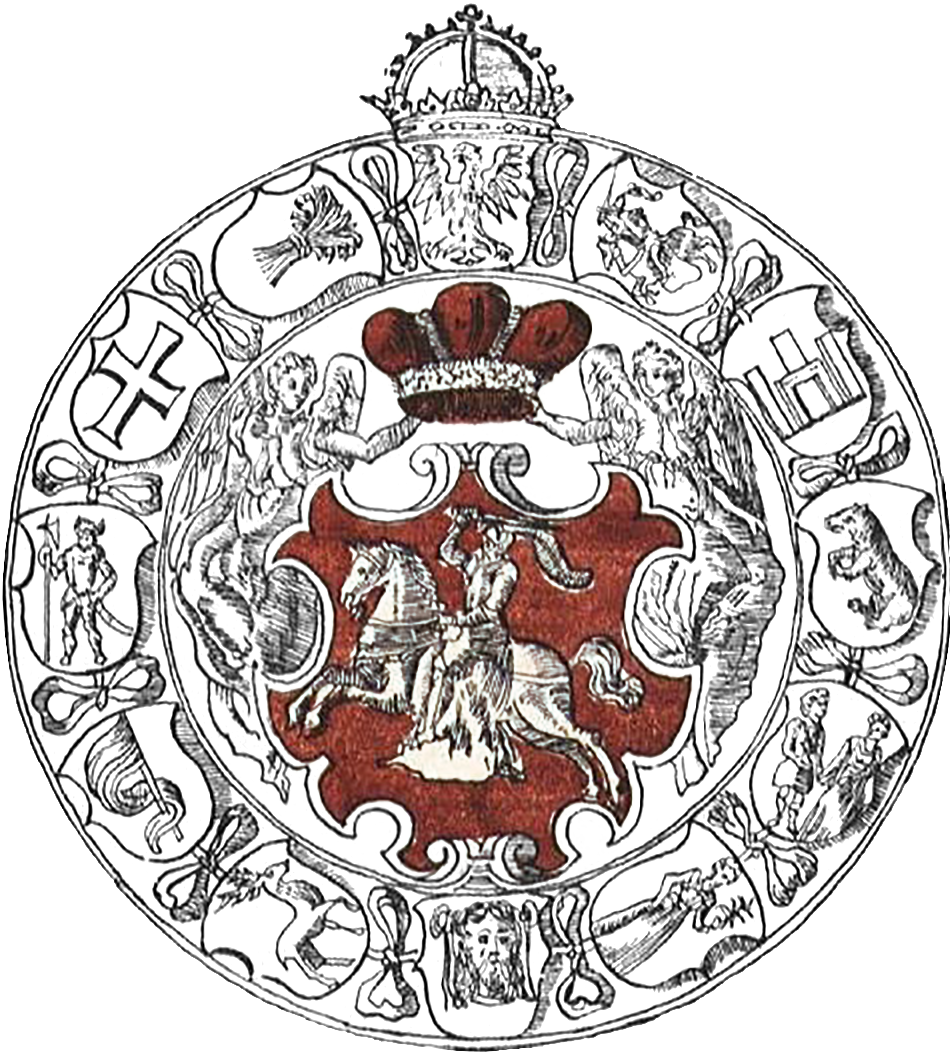
Большой герб ВКЛ на обложке Виленского издания Статута. 1614
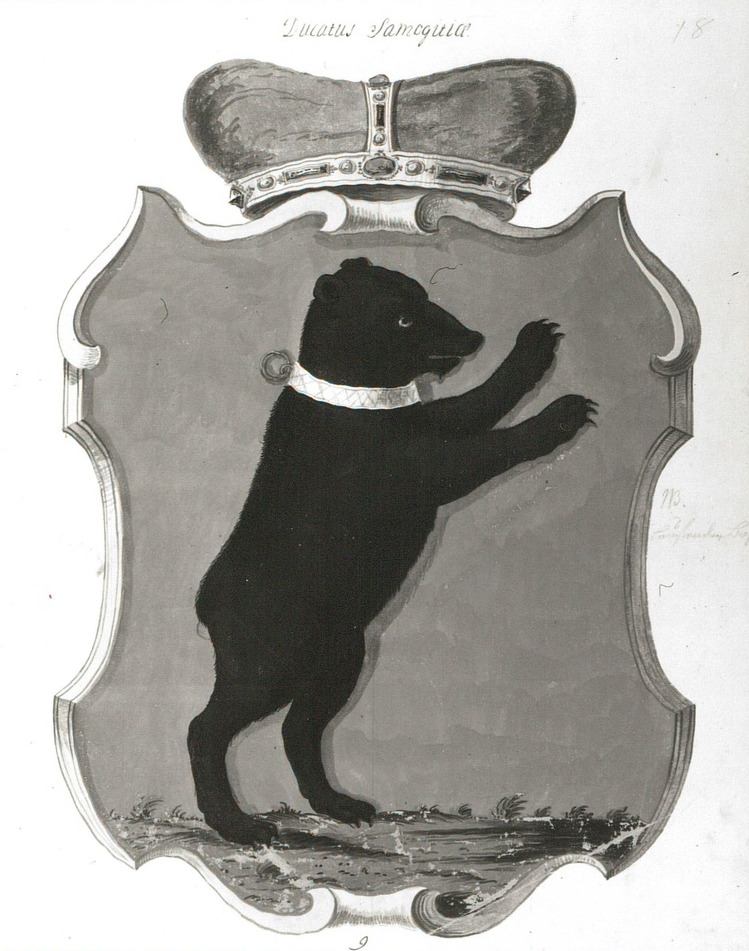
Рисунок 1720 г.
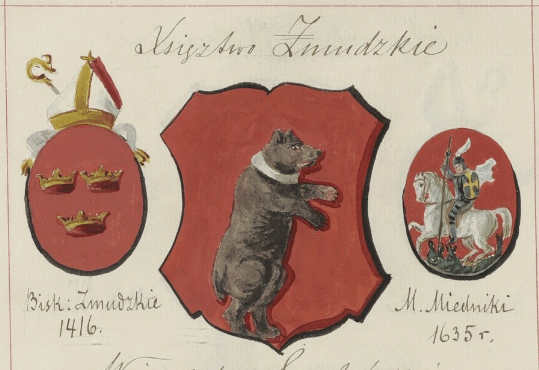
Герб Жмудского княжества, епископства и города Медники, 1900
С Большого герба Российской империи. 1882